# Amplified Ribosomal DNA Restriction Analysis
Die amplified rDNA restriction analysis (zu deutsch ‚amplifizierte ribosomale DNA-Restriktionsanalyse‘, ARDRA) ist eine molekularbiologische Methode zur DNA-Analyse, genauer zum Nachweis von Polymorphismen in einem Gen, das einen Teil der rRNA des Ribosoms codiert. ARDRA ist eine Variante der RFLP beim Gen der 16S rRNA von Bakterien.

## Prinzip
Die ARDRA kombiniert eine Amplifikation des Gens der bakteriellen 16S-rRNA (etwa 1500 Basenpaare) mit einer Restriktion (sequenzspezifische enzymatische Spaltung durch AluI, HaeIII, TaqI u. a.) der Amplifikate und einer Auftrennung der erzeugten Restriktionsfragmente per Gelelektrophorese. Dabei entsteht ein für eine bestimmte Art charakteristisches Muster im Gel. Um eine ausreichende Anzahl an Schnittstellen in der rDNA zu gewährleisten, wird meistens ein Restriktionsenzym mit einer vergleichsweise kurzen Erkennungssequenz von vier Basenpaaren verwendet. Die für die jeweiligen Arten charakteristischen Muster können gruppiert werden, um daraus ein Kladogramm zu erstellen.
Alternativ zur ARDRA können zur Typisierung unter anderem die RFLP, die SSCP oder die DNA-Sequenzierung verwendet werden.

## Geschichte
ARDRA wurde 1993 von M. Vaneechoutte und anderen ursprünglich zur Typisierung von Mykobakterien entwickelt und später für andere Arten erweitert.